# Werner von Homberg
Werner II. Graf von Homberg oder Wernher von Hohenberg (* 1283; † 21. März 1320 bei Genua) war ein Schweizer Adeliger Minnesänger, Ritter und Kriegshauptmann im Dienst der deutschen Kaiser.

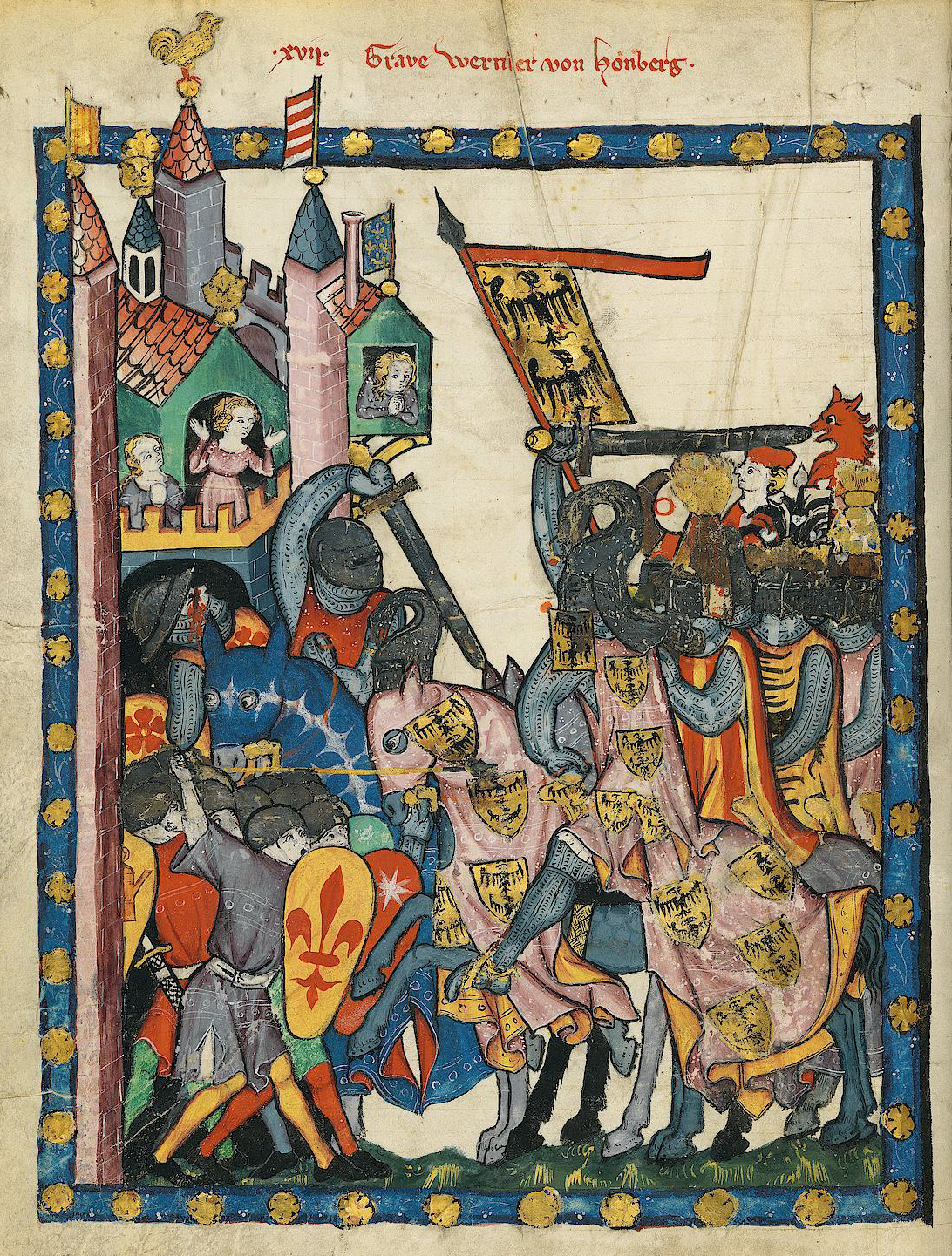
Wernher Graf von Homberg, Abbildung eines Ritterkampfes. Codex Manesse, Seite 43v.

## Kurzbiografie
Werner II. von Homberg gehörte dem Geschlecht der Grafen von Frohburg unweit von Olten an. Seine Eltern waren Graf Ludwig I. von Homberg (erw. ab 1268; † 1289) aus der Linie Frohburg-Homberg und Elisabeth von Rapperswil. Werner wurde 1309 von König Heinrich VII. zum Reichsvogt über die Waldstätte Uri, Schwyz und Unterwalden ernannt. Als Förderer der königstreuen Interesse in der Region hat er sogar vermuteterweise an der Datierung des Schweizer Bundesbriefes mitgewirkt.
Ab 1314 gehörte er zur Gefolgschaft König Friedrichs des Schönen und heiratete im Jahr 1315 Maria von Oettingen († 10. Juni 1369), die Witwe seines Stiefvaters Rudolf von Habsburg-Laufenburg.
Zwischen 1317 und 1320 stiftete Werner von Homberg die Liebfrauenkapelle des Klosters Oetenbach, in dem seine Schwester Cäcilia zur Priorin ernannt worden war.

## In kaiserlichen Diensten
Die Mutter Werners, Elisabeth von Rapperswil, welche nach dem Tod ihres Ehegatten Ludwig von Homberg in zweiter Ehe Rudolf III. von Habsburg-Laufenburg heiratete, teilte den an sie gefallenen Besitz der Herrschaft Rapperswil zwischen ihren Kindern auf. Werner erhielt dabei Besitzungen im heutigen Kanton Schwyz, darunter die March und das Wägital. König Albrecht I. versuchte um 1302 diesen Besitz Werners streitig zu machen. Albrecht und seine Söhne zwangen die Äbte von Reichenau, Einsiedeln, St. Gallen und Pfäfers, von denen Werner zahlreiche Lehen in der March hatte, dazu ihm diese aufzukündigen. Dieser Versuch scheiterte jedoch daran, dass diese Erblehen waren und folglich nicht aufgekündigt werden konnten. Das Verhältnis zwischen Albrecht I. und Werner blieb trotz der Verwandtschaft zueinander seitdem gespalten. In dessen Folge lehnte sich Werner an die Schwyzer an, um mit diesen 1302 ein gegenseitiges Schutzbündnis auf zehn Jahre abzuschliessen. 1303 hatte Werner die Streitereien mit Albrecht und seinen Söhnen satt und verkaufte seine Erbgrafschaft Homburg, seine Burg und die Stadt Liestal an den Basler Bischof.
1304 nahm Homberg am Zug der Deutschordensritter nach Litauen teil.
1309 wurde er Reichsvogt der Waldstätte. Eine Quelle erwähnt, dass Heinrich VII. den Grafen als Reichsvogt einsetzte, und dieser «nicht ein Landmann war, ein eindeutiger Verstoss gegen den Richterartikel. Dieser Verstoss wurde aber durch die Habsburgerfeindliche Stellung des Hombergers erheblich gemildert …»

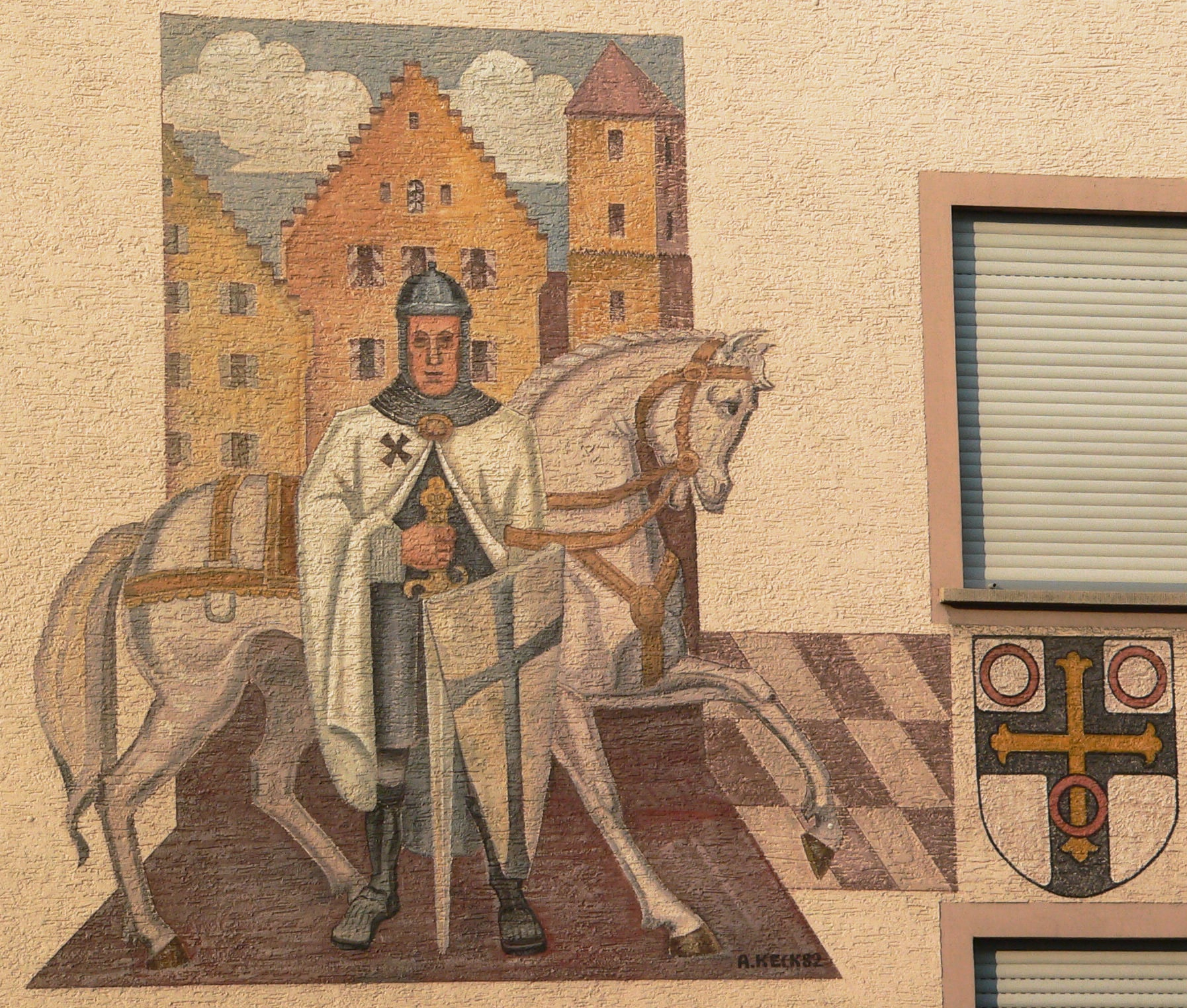
Darstellung eines Deutschordensritters

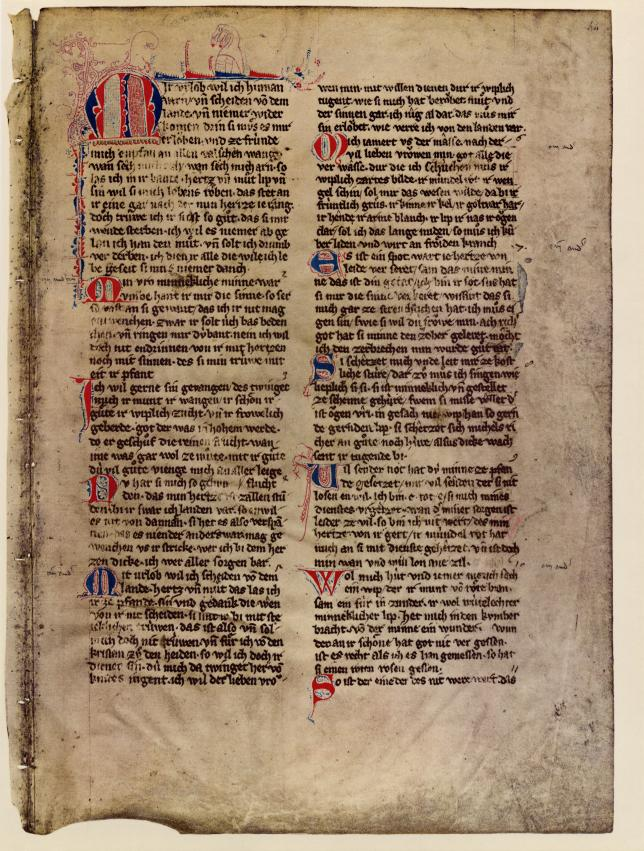
Werner von Homberg im Codex Manesse, folio 44r

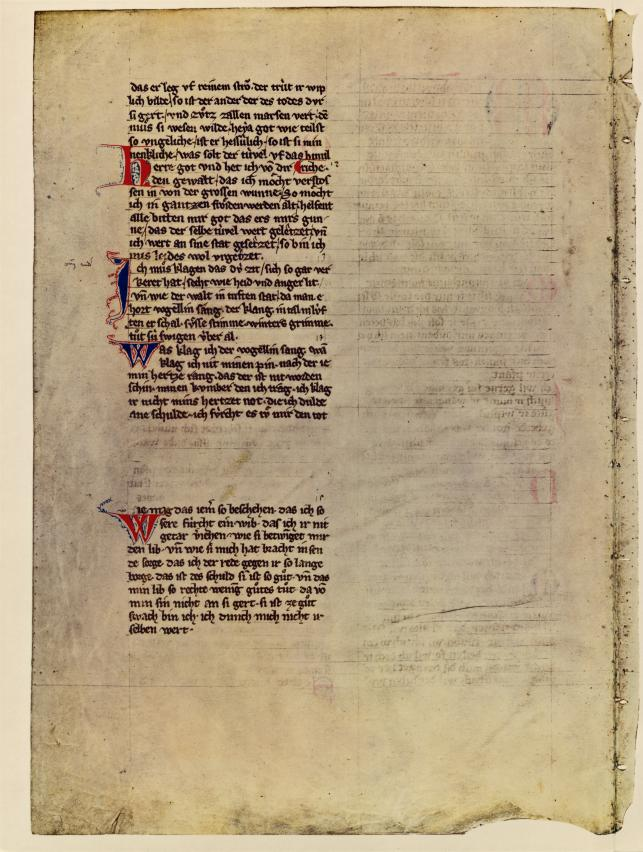
folio 44v

Ende Juni 1309 versammelten sich die «Stifter des ewigen Bundes von 1291, Landammann Konrad ab Iberg, Rudolf St. und Konrad Hunn von Schwyz, Landammann Wernher von Attinghusen und Ritter Arnold der Meier von Silenen von Uri mit den angesehensten Unterwaldnern zu Stanz um den Reichsvogt Graf Wernher von Homberg zu einer Art Tagsatzung, sowohl um einen Grenzstreit zwischen Uri und dem Stift Engelberg zu schlichten, als auch um die Massregeln zu berathen, welche die neue Lage der Länder angesichts der Feindseligkeit der österreichischen Umgebung erforderte …»
Im Konsens mit dem Papst überschritt Heinrich VII. im Oktober 1310 mit einem Heer von 5.000 Mann die Alpen über den Mont Cenis nach Italien. Werner von Homberg begleitete Heinrich VII. bis 1313 im sogenannten Italienzug zur Erlangung der Kaiserwürde und wurde Generalleutnant der Lombardei.
Vom deutschen Kaiser erhielt Graf Werner von Homberg im Jahr 1313 das Zollrecht in Flüelen zugesprochen.
Das Klosterarchiv Einsiedeln erwähnt ihn im Professbuch der Äbte, zur Übergabe der Vogteirechte über Pfäffikon und der Kastvogtei über das Kloster Einsiedeln an die Grafschaft Rapperswil:
«… Die Vogtei über Pfäffikon usw. gab Abt Johannes 1296 der Gräfin Elisabeth von Rapperswil, die sich in zweiter Ehe mit Rudolf III. von Habsburg-Laufenburg vermählt hatte. Doch erhielt ihr Sohn aus erster Ehe, Wernher von Homberg, einen Teil davon; diesem verpfändete Habsburg-Österreich 1319 auch die Vogtei über Einsiedeln; später gingen alle Lehen vertragsgemäss an Habsburg-Laufenburg über …»
Im Jahr 1320 starb Werner von Homberg auf einem Söldnerzug bei der Belagerung von Genua.

## Codex Manesse
Erwähnt wird Werner von Homberg im Codex Manesse (folio 43v): «Der wohl historisch bedeutendste Minnesänger der Schweiz, Graf Werner von Homberg oder Hohenberg … Seine Kriegstaten sind auch Gegenstand dieser Miniatur».
«… Die figurenreichste Miniatur der Liederhandschrift zeigt die Kriegstaten des Schweizer Minnesängers Graf Wernher von Homberg. Hier ist der Kampf vor den Toren einer Stadt dargestellt; der Graf reitet mit seinem Heer von rechts heran, links erwartet ihn der Feind – im Vordergrund das proportional zu den Rittern viel kleiner gezeigte Fussvolk. Von ihm sind nur vier durch ihre kurzen Röcke als nicht adelig gekennzeichnete Krieger zu sehen; die vielen kugelförmigen Helme deuten auf eine grosse Menge hin, die unter dem Schild mit der roten Lilie kämpft».

## Werner von Homberg in der Literatur
Erwähnt wird die Figur des Grafen in Johannes Hadlaubs Die vier Tagelieder aus dem ersten Viertel des 14. Jahrhunderts und in Gottfried Kellers Züricher Novellen in Hadlaub (1878):
«… Es war der Graf Wernher von Homberg auf Rapperswyl, ein junger Mann von ungefähr zwanzig Jahren, hoher und prächtiger Gestalt, und von Ansehen schon ein vollendeter Ritter, fest und gemessen auftretend, kühn und feurig von Blick, derselbe, der nach Albrechts Tode noch bei jungen Jahren unter König Heinrich von Lüzelburg Reichsvogt in den drei Ländern der Urschweiz, dann oberster Reichsfeldhauptmann in Italien und Führer des lombardischen Ghibellinenbundes wurde und durch seine Kriegstaten sich auszeichnete. Wenn er in Waffen erschien, so war er mehr als sieben Fuß hoch, denn über seinem Helme wölbten sich die weißen Hälse des Wandelburger Doppelschwanes empor, die funkelnden Rubinringe in den Schnäbeln und solche Steine in den Augen, während der goldene Schild die Hombergischen Adler von schwarzem Zobel zeigte. Mit gleichen Schilden war der lange, faltige Waffenrock übersäet, und das Schwert ging ihm nieder auf die Sporen, wie einem jungen Siegfried …»

## Filmdokumentationen
- Die Schweizer#Werner Stauffacher – Die Schlacht am Morgarten, vierteilige Dokumentation des Schweizer Fernsehens, 2013.